# Hazel (Dacota do Sul)
Hazel é uma cidade  localizada no estado norte-americano de Dacota do Sul, no Condado de Hamlin.

## Demografia
Segundo o censo norte-americano de 2000, a sua população era de 105 habitantes.
Em 2006, foi estimada uma população de 101, um decréscimo de 4 (-3.8%).

## Geografia
De acordo com o United States Census Bureau tem uma área de
0,6 km², dos quais 0,6 km² cobertos por terra e 0,0 km² cobertos por água. Hazel localiza-se a aproximadamente 538 m acima do nível do mar.

## Localidades na vizinhança
O diagrama seguinte representa as localidades num raio de 20 km ao redor de Hazel.